# Chocolate Williams
Chocolate Williams (* 1. Februar 1916 in Augusta (Georgia) als Robert Williams Jr.; † 22. Juni 1984 in New York City) war ein amerikanischer Jazzmusiker (Kontrabass, Gesang).

## Wirken
Williams, der in Augusta aufwuchs, zog Anfang der 1930er nach New York. Dort trat er mit der Cotton Club Tramp Band, der Rex Stewart Combo, Art Tatum und seinem eigenen Trio, den Three Chocolates, auf. Williams gründete das Trio The Three Chocolates, das er leitete; die beiden anderen Gründungsmitglieder waren der Gitarrist Jerome Darr, der später mit Jonah Jones auftrat, und der Pianist Bill Spotswood. Während der gesamten 1940er Jahre und bis in die Mitte der 1950er Jahre spielten The Three Chocolates in Clubs an der Ostküste und im Mittleren Westen. Ende 1943 traten The Three Chocolates sieben Monate lang im Onyx Club in der 52nd Street auf, fünf Monate lang im Famous Door und davor im Kelly’s Stables.
1941 machte Williams Aufnahmen mit Art Tatum, die auf dem Album God Is in the House wiederveröffentlicht wurden, und 1952 mit Chocolate Williams and His Chocolateers sowie mit Herbie Nichols. Ab Mitte der 1950er war er hauptsächlich als Bote für Columbia Broadcasting System tätig.